# Гусинское сельское поселение
Гусинское се́льское поселе́ние — муниципальное образование в Краснинском районе Смоленской области.
Административный центр — деревня Гусино.

## Географические данные
- Расположение: северная часть Краснинского района
- Граничит:
  - на севере — с Руднянским районом
  - на востоке — с Смоленским районом
  - на юго-востоке — с Маньковским сельским поселением
  - на юге — с Краснинским городским поселением
  - на западе — с Глубокинским сельским поселением
  - на северо-западе — с Красновским сельским поселением
- Крупные реки: Березина, Днепр.
- По территории поселения проходят автомобильные дороги Р135 (Смоленск — Красный — Гусино) и М1 «Беларусь».
- По территории поселения проходит железная дорога Москва — Минск, имеются станции: Гусино, О.п. 471-й км.

## История
Образовано Законом от 1 декабря 2004 года.  
Законом Смоленской области от 25 мая 2017 года, в Гусинское сельское поселение были включены все населённые пункты упразднённого Красновского сельского поселения.

## Население
| 2007  | 2011  | 2012  | 2013  | 2014  | 2015  | 2016  |
| ----- | ----- | ----- | ----- | ----- | ----- | ----- |
| 4067  | ↘3457 | ↘3441 | ↘3427 | ↗3459 | ↘3450 | ↘3409 |
| 2017  | 2018  | 2019  | 2020  | 2021  |       |       |
| ↘3401 | ↗4134 | ↘4075 | ↗4076 | ↗4238 |       |       |

## Населённые пункты
В состав сельского поселения входят 43 населённых пункта:
| №  | Населённый пункт       | Тип     | Население |
| -- | ---------------------- | ------- | --------- |
| 1  | Бабиничи               | деревня | 13        |
| 2  | Белеи                  | деревня | 111       |
| 3  | Березино               | деревня | 4         |
| 4  | Бовшево                | деревня | 6         |
| 5  | Бодуны                 | деревня | 31        |
| 6  | Буда                   | деревня | 27        |
| 7  | Варечки                | деревня | 64        |
| 8  | Выжимаки               | деревня | 1         |
| 9  | Герасименки            | деревня | 6         |
| 10 | Гусино                 | деревня | 43        |
| 11 | Гусино                 | посёлок | 2843      |
| 12 | Дубровка               | деревня | 1         |
| 13 | Ермаки                 | деревня | 30        |
| 14 | Жваненки               | деревня | 12        |
| 15 | Зюзьки                 | деревня | 21        |
| 16 | Кисели                 | деревня | 3         |
| 17 | Клименки               | деревня | 5         |
| 18 | Комиссарово            | деревня | 158       |
| 19 | Коштуны                | деревня | 2         |
| 20 | Красная Горка          | деревня | 154       |
| 21 | Красное                | деревня | 147       |
| 22 | Курган                 | деревня | 2         |
| 23 | Липово                 | деревня | 37        |
| 24 | Лонница                | деревня | 323       |
| 25 | Лучково                | деревня | 5         |
| 26 | Миганово               | деревня | 79        |
| 27 | Нитяжи                 | деревня | 19        |
| 28 | Ольша                  | деревня | 20        |
| 29 | Орловичи               | деревня | 0         |
| 30 | Парули                 | деревня | 11        |
| 31 | Перховское Лесничество | деревня | 3         |
| 32 | Приднепровье           | деревня | 4         |
| 33 | Прохладное             | деревня | 7         |
| 34 | Птушки                 | деревня | 0         |
| 35 | Рудаки                 | деревня | 3         |
| 36 | Седневка               | деревня | 3         |
| 37 | Скворцы                | деревня | 8         |
| 38 | Стариненки             | деревня | 2         |
| 39 | Урали                  | деревня | 0         |
| 40 | Хлыстовка              | деревня | 45        |
| 41 | Черныш                 | деревня | 81        |
| 42 | Шашуки                 | деревня | 0         |
| 43 | Шеровичи               | деревня | 44        |

## Местное самоуправление
Главой поселения является Хлебникова Наталья Викторовна.

## Экономика
Сельхозпредприятия, магазины, лесозаготовка и лесопереработка, производство нетканых материалов, добыча инертных стройматериалов.